# Серобетон
Серобетон — композитный современный строительный материал, состоящий из химически инертных заполнителей и наполнителей (гравий, песок и т. п.) и использующий техническую серу в качестве вяжущего вещества.
Достоинствами серобетона являются: очень малое время приготовления, водонепроницаемость, устойчивость к влиянию агрессивных химических веществ (кислот, солей и т. д.), высокая прочность, устойчивость к низким температурам. Углеродный след производства шпал из серобетона оценивается на 40% ниже, чем при производстве "классических" бетонных шпал.
Недостатками серобетона являются: низкая температура плавления (90 градусов Цельсия), пожароопасность (из-за горючести серы), выделение ядовитого оксида серы при горении.
Серобетон широко применяется как материал для изготовления дорожных покрытий (серный асфальтобетон), уличных строительных элементов (тротуарные плиты, дорожные ограждения и т. п.), инженерных сооружений для водоочистки и водоотведения, строительных конструктивных элементов зданий, соприкасающихся с влажной средой.